# Passo Omar
Il passo Omar (armeno|Օմար) è un valico di montagna, a un'altitudine di 3261 slm, lungo la catena dei monti Mrav che separa a nord la repubblica de facto dell'Artsakh dall'Azerbaigian.
Fu teatro di violenti combattimenti durante la prima guerra del Nagorno Karabakh e definitivamente conquistato dagli armeni con la battaglia di Kelbajar. Oggi, trovandosi sulla linea di demarcazione tra i due schieramenti, non è transitabile ed è sottoposto a periodiche missioni di monitoraggio da parte di osservatori dell'Osce.